# Marathon van Zürich 2012
De marathon van Zürich 2012 vond plaats op zondag 22 april 2012. Het was de tiende editie van deze wedstrijd. In totaal waren er 8646 marathonlopers ingeschreven, hiervan gingen er 7828 van start, waarvan er 7649 de finish haalden.
Bij de mannen ging de overwinning naar de Keniaan Franklin Chepkwony in 2:10.58. Hij was hiermee ruim twee minuten langzamer dan het parcoursrecord van 2:08.19, dat sinds 2007 op naam staat van Viktor Röthlin. De Ethiopische Workenesh Tola ging als eerste vrouw over de meet in 2:31.24.

## Uitslagen

### Mannen
| rang   | naam                        | land | tijd    |
| ------ | --------------------------- | ---- | ------- |
| Goud   | Franklin Chepkwony          | KEN  | 2:10.58 |
| Zilver | Shadrack Kipchirchir Kemboi | KEN  | 2:11.11 |
| Brons  | Hailu Begashaw              | ETH  | 2:11.14 |
| 4      | Tesfaye Girma Bekele        | ETH  | 2:11.28 |
| 5      | Bernard Rotich              | KEN  | 2:13.02 |
| 6      | Hussein Rutto               | KEN  | 2:13.51 |
| 7      | Wilfred Kigen               | KEN  | 2:14.47 |
| 8      | Michael Chege Kamau         | KEN  | 2:15.32 |
| 9      | Samson Mungai Kagia         | KEN  | 2:15.59 |
| 10     | James Rotich                | KEN  | 2:17.17 |

### Vrouwen
| rang   | naam                | land | tijd    |
| ------ | ------------------- | ---- | ------- |
| Goud   | Workenesh Tola      | ETH  | 2:31.24 |
| Zilver | Maja Neuenschwander | SUI  | 2:31.56 |
| Brons  | Tigist Abdi Sheni   | ETH  | 2:34.40 |
| 4      | Jamin Nunige        | SUI  | 2:44.29 |
| 5      | Olivia Kurtz        | SUI  | 2:50.13 |
| 6      | Julie Freudiger     | SUI  | 2:51.08 |
| 7      | Lucia Mayer-Hofmann | SUI  | 2:53.25 |
| 8      | Karin Jaun          | SUI  | 2:53.37 |
| 9      | Denise Zimmermann   | SUI  | 2:55.22 |
| 10     | Carmen Bähler       | SUI  | 2:58.01 |

2003 ·
2004 ·
2005 ·
2006 ·
2007 ·
2008 ·
2009 ·
2010 ·
2011 ·
2012 ·
2013 ·
2014 ·
2015 ·
2016 ·
2017